# Людвікув (Лодзький-Східний повіт)
Людвікув (пол. Ludwików) — село в Польщі, у гміні Андресполь Лодзький-Східного повіту Лодзинського воєводства.
У 1975-1998 роках село належало до Лодзинського воєводства.